# Hidde Kruize
Jan Hidde Kruize (ur. 30 września 1961 w Hadze) – holenderski hokeista na trawie. Brązowy medalista olimpijski z Seulu.

## Życiorys
W reprezentacji Holandii zagrał 95 razy (31 bramek). Dwukrotnie brał udział w igrzyskach olimpijskich (w 1984 w Los Angeles – 6. miejsce i w 1988 w Seulu – 3. miejsce.
W 1983 zdobył wraz z drużyną złoty medal na mistrzostwach Europy rozgrywanych w Amsterdamie.

## Rodzina
Hokeistami na trawie i olimpijczykami byli również jego ojciec Roepie, stryj Gerrit oraz bracia Hans i Ties.